# Односи Србије и Хрватске
Односи Србије и Хрватске су инострани односи Републике Србије и Републике Хрватске.
Након распада Југославије и потписивања Дејтонског и Ердутског споразума, Хрватска и Србија су успоставиле дипломатске односе 9. септембра 1996. Србија има амбасаду у Загребу и конзулате у Вуковару и Ријеци, а Хрватска има амбасаду у Београду и конзулат у Суботици. Деле заједничку државну границу у дужини од 241 километар.
Односе две земље оптерећују бројна отворена питања и проблеми: питање међудржавне границе на Дунаву, повратак протераног српског становништва, статус и третман Срба повратника, укидање статуса српског језика и националног писма у Хрватској, признање независности Косова, неисплаћивање преосталих пензија пензионерима са простора РСК (укупна вредност милијарду евра), питање отуђења имовине предузећа из Србије у данашњој Хрватској (процењено на око 1.8 милијарду евра) и хрватских предузећа у Србији (800 милиона евра), питања јавних и нејавних спискова оптужених за ратне злочине, питање повратка културних добара и предмета, мешања у питања везана за АП Војводину, питање несталих, права Хрвата у Србији те коначно условљавања Србије на путу ка пуноправном чланству у Европској унији.

## Историја односа

### Средњи век
Словени су се доселили у југоисточну Европу на прелазу 6. века у 7. век (види: Стари Словени и велика сеоба народа).
Хрвати су помагали Србима против Авара и Бугара и исто Срби њима. Тако кад су напали Франци на Хрватску, Срби су одмах притекли у помоћ и ослободили са Хрватима Хрватску. Када је Симеон опустошио Србију, он је одмах кренуо на Хрватску. Тада су Захарије са својим Србима и Томислав са својим Хрватима напали Симеона и победили га. А затим су Срби и Хрвати бранили своју границу од напада Угара.
Пружали су уточиште једни другим (види: Људевит Посавски и српски владари Прибислав и Захарија Прибислављевић).
Настанком Велике шизме 1054. године, долази до поделе између православца и римокатолика.
Временом Хрватска и Србија падају под туђинску власт - Хрватска у 12. веку под угарску, а Србија у 15. веку под турску.

### Рани нови век
Настанак и развој југословенске идеје је уско повезан са поробљеним статусом и страном доминацијом који су трпела оба народа. Читав низ најугледнијих уметника и научних радника из оба народа је пропагирао идеју југословенства.
За време Мађарске револуција 1848−1849. на истој страни су против Мађара ратовале Српска Војводина и Краљевина Хрватска, под заповедништвом бана Јосипа Јелечића.

### Први светски рат
Међу Србима, Хрватима и Словенцима се јавља идеја међусобног уједињења, до чега и долази, након Првог светског рата 1. децембра 1918. године стварањем прве заједничке државе.
Хрвати су ратовали на страни Аустроугарске у Првом светском рату.

### Краљевина СХС и Краљевина Југославија
Након слома Аустроугарске монархије уједињења Срба и Хрвата у заједничку државу Краљевину СХС, Хрвати су одмах тражили већу аутономију у новој држави, а потом и отцепљење посредно и непосредно парламентарним путем преко Хрватске сељачке странке. После атентата на три хрватска посланика у јуну 1928. године Краљ Александар Карађорђевић је увео шестојануарску диктатуру и променио назив краљевине у Краљевина Југославија. То је довело до јачања међуетничких тензија између Срба и Хрвата који су такав потез српског краља сматрали за великосрпску хегемонију и формирали усташки покрет отпора. У току петогодишње краљеве диктатуре, формирана је Унутрашња македонска револуционарна организација која је подржана од стране Бугарске. У колаборацији две завереничке организације, припадник ВМРО 9. октобра 1934. године, Владо Черноземски, у сарадњи са усташким покретом, извршио атентат у Марсељу на југословенског краља Александра Карађорђевића. Потом припадници Усташког покрета се склањају у Фашистичку Италију, а ВМРО у Бугарску. После смрти краља Александра, враћен је парламентарни систем у земљи и након првих избора у Краљевини Југославији у парламент се вратио ХСС. Након одласка Милана Стојадиновића са чела председника владе, на његово место је дошао Драгиша Цветковић који је 1939. године земљу која је била подељена по речним бановинама, договорио са хрватским лидером Влатком Мачеком формирање Хрватске бановине. Неколико дана касније је Немачка је напала Пољску чиме је започео Други светски рат.

### Други светски рат и НДХ
Након споразума Цветковић-Мачек 26. августа 1939. године, шест дана касније 1. септембра Хитлерова Немачка је извршила напад на Пољску и започела Други светски рат. У наредне две године Југославија је одолевала притисцима Сила Осовине које су се бориле на западном фронту, али након победе над Француском, Белгијом и Холандијом, уследио је пораз од Велике Британије у ваздушном рату. Након пораза од Британије, Хитлер је одлучио да централноевропске и неке источноевропске земље увуче у Тројни пакт. Тројном пакту приступила је Мађарска (20. новембра 1940), Румунија (23. новембра 1940) и Словачка (24. новембра 1940). Бугарска је приступила 1. марта 1941. године. Југославија је покушала у почетку да остане неутрална, али јој је Хитлер поставио ултиматум за или против. Дана 25. марта 1941. године, кнез Павле Карађорђевић, први намесник Краљевине Југославије пристао је на Тројни пакт. Хитлеру није било лако да натера Југославију на овај споразум. Постојала је врло јака антинемачка струја у земљи, првенствено код већинског српског становништва. Споразум је збачен војним ударом 27. марта 1941. године. Пуч је извела група југословенских официра, уз британску подршку, и том приликом довела малолетног краља Петра II Карађорђевића на власт. Хитлер је бесно реаговао на такву реакцију Југословенске војске и у рану зору 6. априла 1941. је бацио на Београд разарајуће бомбе од 1.000 kg, а сама операција бомбардовања Београда имала је симболичан назив Казнена одмазда. Дана 10. априла 1941. када су немачке трупе ушле у Загреб, дочекане су од највећег дела грађана са одушевљењем и засипане су цвећем. Усташки експонент Славко Кватерник прогласио је „ускрснуће Независне Државе Хрватске“ (на чијем је челу био Анте Павелић). Усташе нису биле први избор Немаца за формирање марионетске државе. Они су у скоро свим окупираним и савезничким земљама предност давали умеренијим режимима који су имали некакав углед у народу. Осим тога, Павелића су сматрали Мусолинијевим човеком. Власт су прво понудили политичком вођи Хрвата Влатку Мачеку, који је то одбио, али је 10. априла 1941. упутио поруку хрватском народу да остане лојалан према новој власти. Ипак, Мачек није имао никакву улогу у стварању нове хрватске државе. Католичка црква на челу са надбискупом Алојзијем Степинцем била је отворено на страни успостављања новог режима. Усташе у почетку нису имали нити војску нити администрацију способну да контролише целу територију НДХ. Ослањали су се на десно крило присталица ХСС. Усташка зверства су позната у свету као најстрашнија у историји ратовања и најстрашнија у Другом светском рату. За разлику од Немачких и Италијанских егзекуција према Јеврејима који су вршени спаљивањем или само ватреним оружјем, усташки злочини су вршени примитивним и хладним оружјем, нарочито према српским цивилима. Усташе су основале једини логор у свету за децу Логор Јастребарско у коме је убијено преко 3000 деце. Усташка зверства су се прочула широм света да се и сам Хитлер од њих ограђивао. Мртва тела су плутала Савом до Београда. Највећи усташки Логор Јасеновац био је највећи логор у НДХ. У том логору је убијено око 100.000 цивила, највише Срба, а и Јевреја и Рома. У НДХ је побијено по подацима после рата око 700.000 Срба, а каснији подаци су давали податке да је убијено око 1.000.000 цивила.
Августа 1944. министар спољних послова НДХ Младен Лорковић и министар рата Анте Вокић су покушали да изврше државни удар, збаце Павелића и преведу НДХ на страну антихитлеровске коалиције. Лорковић-Вокићев пуч није успео и завереници су на крају погубљени. НДХ ће до краја рата остати највернији немачки савезник у Европи.
До почетка 1945. војска НДХ се повукла ближе Загребу заједно са немачким војницима. Њих су надјачали партизани уз помоћ Црвене армије. У мају 1945. дугачка колона домобрана, усташа и словеначких домобрана, уз бројне цивиле, се повлачила испред партизана према Италији и Аустрији. Акт о капитулацији Немачке је потписан 8. маја, али Немци и њихови колаборатори су наставили да пружају отпор надајући се британској заштити у окупираној Аустрији. Британска војска им није дозволила пролаз и предала их је партизанима, који су вршили одмазде над заробљеним квислинзима. Дана 15. маја последње усташе су се предале или побегле са простора Југославије.

### Комунистичка Југославија
Након рата и формирања друге Југославије настаје период полувековног братства и јединства. Међутим, овај период није искоришћен да би се у њему разјасниле све недоумице између Срба и Хрвата нити је дошло до суштинског помирења. Комунистички режим и недемократски карактер друге Југославије није био способан да реши ово кључно питање. То је Југославију коштало и њеног даљег постојања.

### Србија и Хрватска у оквиру СФРЈ
Без обзира на усташки режим, у Хрватској је постојао и јак антифашистички покрет. Након пада НДХ и доласка Совјетских снага, Хрватска се прикључила новој држави под комунистичком управом. Дана 21. јула 1945. године формирана је Социјалистичка Република Хрватска, 29. новембра ју званично ушла у састав ДФЈ, а касније и СФРЈ. Под комунистичком диктатуром усташтво је потискивано и организован је лов на усташке поглавнике од стране југословенске обавештајне службе УДБА-е широм Латинске Америке и Франкове Шпаније. Многи су поубијани, међу којима и усташки поглавник Анте Павелић који је умро у Мадриду 28. децембра 1959. године од последица рањавања. Усташе су наставиле да повремено изводе у СФРЈ терористичке нападе, међу којима су најпознатији напад у биоскопу „20. октобар“ када је 13. јула 1968. године у експлозији бомбе у Београду које је подметнуло Хрватско револуционарно братство погинула једна особа, а 77 је повређено. Године 1971. се у Хрватској појавио масовни сецесионистички и националистички покрет Маспок или Хрватско прољеће. Овај покрет је захтевао искључење употребе српског језика у Хрватској, и декларисао је Хрватску као националну државу Хрвата и Хрватску као наставак и наследницу средњовековне хрватске краљевине. Уживао је подршку великог дела хрватских комуниста, политичког врха републике Хрватске и усташке емиграције на Западу. Исте године 7. априла Миро Барешић, Анђелко Брајковић и Анте Стојанов отели су југословенског амбасадора у Шведској Владимира Роловића и око сат времена држали као таоца, а онда га свирепо убили. Након пуцњаве са полицијом и хапшења, они су певали усташке песме. Србија се прва прикључила СФРЈ, али је била једина република у тој држави са две Аутономне Покрајине. Југословенски лидер Јосип Броз Тито је, како би умирио хрватске националисте, завио њихове захтеве у нацрт југословенског устава из 1974. године. Тај је устав парализовао федералну власт и пренео административни део федералне власти на југословенске републике. Језик којим је писан устав је био недовољно прецизан и јасан, а сам је устав био резултат компромиса између различитих националистичких група југословенских република и покрајина. Тиме је сам устав постао основа сецесионизма.

### Распад СФРЈ
После смрти Јосипа Броза Тита, маја 1980. године, Председништво СФРЈ, као врховни орган руковођења, ни изблиза није имало Титов јединства и способности да земљу извуче из кризе. Осим економских тешкоћа јачали су национализми и републички сепаратизми који су водили у непомирљиве поделе. Косовски Албанци су почели отвореније износити ставове о прерастању Косова у седму југословенску републику. Марта и априла 1981. године, дошло је до великих немира на Косову, које су применом силе, сузбиле југословенске војне и полицијске снаге. Међутим сукоби између Албанаца и Срба у тој јужној српској покрајини су настављени. 14. ванредног конгреса Савеза комуниста Југославије 1990. године. Да би се питање виђења будућности Југославије решило, српски руководиоци су захтевали одржавање 14. ванредног конгреса СКЈ. Он је одржан од 20. јануара до 22. јануара 1990. године у Београду. У то време Југославија је још била једнопартијска држава. Српски политичари на власти су 1989. године одбијали сваки разговор о променама социјалистичког политичког система. На конгресу су сви српски предлози прихватани убедљивом већином, док су словеначки предлози о реорганизацији југословенске партије и политичког система СФРЈ гласањем одбијен. Српско руководство је убрзо одбило словеначки предлог за стварање асиметричне федерације. Касније је одбијен и заједнички предлог делегације СК Хрватске и СК Словеније о стварању конфедерације. После два дана вербалног рата, словеначка делегација напустила је конгрес. Хрватска делегација није хтела да се конгрес настави без присуства словеначких делегата, па је и она напустила конгрес. Након овога долази до распада СКЈ, што је био увод у распад социјалистичке Југославије.
Године 1990. у свим југословенским републикама одржани су вишестраначки избори. Комунистичке партије су изгубиле власт у четири републике (Словенија, Хрватска, Босна и Херцеговина, Македонија), осим у Србији где је победила Социјалистичка партија Србије (настала уједињењем Савеза комуниста Србије и Социјалистичког савеза радног народа Србије) и Црној Гори у којој је победила Демократска партија социјалиста (реформисани Савез комуниста Црне Горе) Момира Булатовића и Мила Ђукановића.

### Рат у Хрватској
После серије обојених револуција у источној Европи и пада комунистичких влада у државама које су припадале Варшавском пакту, долази до пада Берлинског зида и распада СССР-а. Током 1990. године долази до пораста национализма и у Хрватској и у Србији, где се оживљавају усташки и четнички покрети. Након победе ХДЗ на изборима 22. априла 1990. године, Хрватска је отворила врата за повратак људи који су спроводили усташку политику током Другог светског рата. У Загреб су се вратили неки од бивших министара Анте Павелића (Винко Николић) и многобројни високи службеници усташког режима, међу којима и Иво Ројница, командант Дубровника у Другом светском рату. Српски народ у Хрватској 1990. осетио се угроженим због поновне појаве усташких симбола, који су били симбол страха и геноцида почињеног према српском и другим народима у Другом светском рату, те повратка људи у државу који су спроводили такву политику и могуће рестаурације државе у којој би био угрожен њихов опстанак.
Дана 13. маја 1990. у Загребу је требало да се одржи фудбалска утакмица између загребачког Динама и београдске Црвене звезде. На утакмици су избили нереди који су резултовали са преко 60 повређених људи. Истог дана је Благоје Аџић, начелник Генералштаба ЈНА, издао наредбу о преузимању наоружања и муниције ТО-а и њиховом складиштењу у складиштима ЈНА. Међутим, већ у јуну 1990. Хрватска почиње са илегалним увозом оружја из Мађарске и преко Мађарске из Чилеа и других земаља. Уједињење Немачке је убрзало процес распада СФРЈ и отцепљење Хрватске и Словеније. Нови хрватски Сабор је 30. маја имао своје прво заседање, а председник Туђман је објавио свој манифест за нови устав и велики број политичких, економских и друштвених промена, међу којима је најављена и промена статуса Срба у Хрватској од конститутивног народа на статус мањине. Локални српски политичари су се супротставили новом уставу, на темељу чињенице да се умањују права српског становништва и да се овиме ствара могућност да Срби буду угрожени. Ово се заиста и десило када је устав усвојен годину дана касније.
Срби у Хрватској су 19. августа одржали референдум који Хрватска власт није признала, а на којем се 99,7% грађана (махом српске националности) изјаснило за аутономију унутар Хрватске. Хрватска влада је два дана раније 17. августа покушала да спречи референдум пославши полицијске снаге да одузму оружје из побуњених полицијских станица у подручјима које су насељавали Срби. Локални Срби су блокирали путеве у јужним деловима Хрватске, углавном око Книна. Овај инцидент је познат под именом Балван револуција. Хрватска је на блокаду путева одговорила слањем специјалних одреда полиције у хеликоптерима, али су их пресрели авиони Југословенског ратног ваздухопловства и приморали их да се врате у Загреб. Почетком 1991. године, почињу сукоби Срба и Хрвата у Хрватској. Председништво СФРЈ, као водећи руководећи орган у држави, а на чијем челу је био Борисав Јовић (представник Србије) настојало је да успостави контролу и спречи могући рат. Међутим сукоб у Пакрацу 1. марта, а Крвави Ускрс на Плитвицама који се догодио 31. марта 1991. године значио је и формални почетак рата у Хрватској, а и у читавој Југославији.
У пролеће 1991. Срби у Хрватској прогласили су део територије својом државом, а дана 2. маја долази до жестоких окршаја у Боровом Селу када су аутобуси неометано ушли у село где су их спремни чекали наоружани српски мјештани. Полицајци винковачке Специјалне јединице полиције стигли су до кафе бара „Сан Марино“ и заузели десну страну улице. Одатле их је до центра дијелило неких 80-так метара. Припадници МУП-а Републике Хрватске су се брзо снашли и пуцајући на све што се кретало успјели доћи до зграде Мјесне заједнице и амбуланте. Том приликом су убили стражара испред мјесне заједнице, старца од шездесет година са великом диоптријом, који није стигао ни пушку да скине са рамена. У амбуланти је командант напада на Борово село Стипе Бошњак током борби узео за таоце пацијенте међу којима је било доста дјеце. Његов замјеник Дарко Мајданић је за таоца узео ћерку власника дискотеке „Маракана“ и пријетио да ће је убити уколико Срби не обуставе ватру. Командант одбране Борова села Вукашин Шошкоћанин је успео да из једне куће прекопута снајпером убије Стипу Бошњака. Његов замјеник Дарко Мајданић и преостали хрватски полицајци су се након трочасовне борбе предали наоружаним мјештанима Борова села. Нападнутим полицајцима је из Даља упућена помоћ, али су их на прилазу селу, из правца Савуље, дочекали српски цивили укопани у једном каналу са митраљезом и пушкама добијеним од ЈНА из магацина Територијалне одбране. Док је трајала размјена ватре између нападнутих српских цивила и припадника МУП-а Републике Хрватске, у помоћ мјештанима Борова села је дошло стотињак наоружаних мјештана српског села Трпиња који су покушали да опколе припаднике МУП-а Републике Хрватске из Даља, али у томе нису успјели.
Дана 25. јуна 1991. године, Хрватска и званично проглашава независност што је само појачало међуетничке тензије и улазак ЈНА у директан сукоб са хрватским сепаратистима. Дана 19. децембра 1991. године усвојен је први Устав Републике Српске Крајине. Даљи сплет догађаја довео је до жестоких сукоба међу којима је Битка за Вуковар био најкрвавији у првој години рата. Због међународног признања Хрватске 1992. године, ЈНА се повлачи са простора Хрватске, где се формира Војска Републике Српске Крајине.
У остале три године рата, окршаји су били променљивом жестином уз честа примирја која су нарочито са Хрватске стране кршена уз покретање војних операција које су биле успешне захваљујући не спремности и слабој наоружаности малобројније српске стране. До коначног развоја ситуације 1995. године, Хрватска војска покретала неколико успешних офанзива, уз мале, али значајне резултате, често праћене ратним злочинима над Србима. Најуспешније су биле Напад на Миљевачки плато, Операција Масленица и Операција Медачки џеп. Дана 1. маја 1995. године, хрватске војне, паравојне и полицијске снаге под руководством Фрање Туђмана на територији Западне Славоније која је била у саставу тадашње Републике Српске Крајине са намером етничког чишћења простора западне Славоније. У време напада, подручје Западне Славоније било је под заштитом снага УН. За само 36 сати протерано је око 15.000 Срба, 283 их је убијено или нестало, међу којима 57 жена и 9 деце. Војска Југославије и Војска Републике Српске нису реаговале нити су се укључивале док је "Бљесак" трајао. Српске снаге су наредна два дана бомбардовале Загреб, али без битних резултата осим цивилних жртава. Финална фаза рата била је дуго припремана велика војна Операција Олуја која је за четири дана (од 4. до 8. августа) збрисала Републику Српску Крајину након чега је уследио велики геноцид над српским становништвом које је остављало своје домове и кренули путем ка Србији. Процењује се да је протерано између 250.000 и 300.000 људи из својих домова. Након те војне операције, Хрватска је постала 90% етнички чиста држава. Своју брзопотезну акцију, хрватске војне снаге су пренеле и на Босну и Херцеговину где се водио крвави грађански рат. Хрватска је у пуном залету променила ток рата и у Босанској Крајини где су српске снаге у односу на муслиманске биле доминантне. У септембру 1995. године, хрватске снаге су угрозиле и Бањалуку у операцији Уна где су ипак претрпеле велики пораз. Међутим, српске снаге су се успешно одбраниле од хрватског налета током Олује, тако да су хрватске снаге кренуле назад у повлачење. Рат је формално завршен 12. новембра 1995. године Ердутским споразумом којим је предвиђено покретање процеса мирне реинтеграције Источне Славоније, Барање и Западног Срема у уставно-правни поредак Републике Хрватске.

### Савремени односи
Међународни суд правде у Хагу је 3. фебруара 2015. године одбио тужбу Хрватске и контратужбу Србије за наводни геноцид, чиме је решен спор две државе у овом суду, покренут 1999. године.
Хрватска је гласала за пријем Косова у УНЕСКО приликом гласања 2015.
Хрватска једностраним правним актима присваја имовину југословенских предузећа из Србије.
Током 2022. покренут је процес пред судом Републике Србије против хрватских пилота који су бомбардовали избегличку колону на Петровачкој цести, код Босанског Петровца, приликом чега је убијено 13 особа, од чега 6 деце а 24 људи је рањено.
Новембра 2023. први секретар амбасаде Хрватске, Хрвоје Шнајдер, проглашен јер персоном нон грата од стране Србије, због наводних обавештајних активности и врбовања грађана за рад хрватске обавештајне службе. Још један хрватски шпијун је наводно ухапшен августа 2024.

### Отворена питања
После ратова на територији бивше СФРЈ остала су отворена питања:
- питање повратка избеглих лица
- питање несталих током рата у Хрватској
- повратак имовине
- питање разграничења

Хрватска је 2008. признала једнострано проглашење независности Косова.

## Међународне организације
Обе земље су чланице:
- УН
- ОЕБС
- Савет Европе
- Дунавска комисија
- Регионалних иницијатива:
  - Процес сарадње у југоисточној Европи
  - Централноевропска иницијатива
  - Јадранско-јонска иницијатива
  - Иницијатива за сарадњу у југоисточној Европи

Хрватска је члан Европске уније а Србија је кандидат у процесу приступања ЕУ.
Раније организације: Пакт за стабилност југоисточне Европе.

## Политички односи
У Суботици је 20. јуна 2016. године реализован сусрет председника Владе Републике Србије Александра Вучића и председнице Републике Хрватске Колинде Грабар Китаровић. Председник Владе Републике Хрватске Зоран Милановић посетио је Републику Србију 16. јануара 2013. године.
Министар спољних послова Републике Србије Иван Мркић боравио је у радној посети Републици Хрватској 4. марта 2013. године.
Први потпредседник Владе и тадашњи министар одбране Републике Србије Александар Вучић посетио је Републику Хрватску 29. априла 2013. године.
Први потпредседник Владе и министар спољних и европских послова Републике Хрватске Весна Пусић боравила је у радној посети Републици Србији 21. јуна 2013. године.
Председник Републике Србије Томислав Николић, председник Владе Републике Србије Ивица Дачић и министар спољних послова Републике Србије Иван Мркић присуствовали су церемонији прославе уласка Републике Хрватске у Европску унију у Загребу, 30. јуна и 1. јула 2013. године.
Председник Републике Хрватске Иво Јосиповић боравио је у званичној посети Републици Србији 16. и 17. октобра 2013. године.
Први потпредседник Владе и министар спољних и европских послова Републике Хрватске Весна Пусић посетила је Републику Србију 24. фебруара 2014.
Председник Владе Републике Србије Александар Вучић присуствовао је на церемонији инаугурације нове председнице Републике Хрватске Колинде Грабар Китаровић 15. фебруара 2015. године. Том приликом, председник Владе Републике Србије Александар Вучић је имао одвојене сусрете са председницом Републике Колиндом Грабар Китаровић, првим потпредседником Владе и министром спољних и европских послова Републике Хрватске Весном Пусић, председником Владе Републике Хрватске Зораном Милановићем, као и представницима Срба из Републике Хрватске.
Фебруара 2024. министар спољних послова Хрватске Горан Грлић-Радман је коментарисао политику и политичко опредељење Србије. Министарство спољних послова Србије упутило је протестну ноту Амбасади Хрватске у Београду поводом неприхватљиве изјаве министра спољних послова.

## Економски односи
У 2020. години укупна спољнотрговинска размена износила је 1,22 милијарде УСД, од чега је извоз Србије у Р. Хрватску износио 655,5 мил. долара а увоз 565,5 милиона.
У 2019. години, укупна спољнотрговинска размена износила је 1,21 милијарду долара, од чега је извоз Србије износио 636 милиона УСД, а увоз из Р. Хрватске 581 милион.
У 2018. години, укупна спољнотрговинска размена износила је 1,26 милијарду УСД, од чега је извоз Србије износио 674 мил. долара, а увоз из Републике Хрватске 589 милиона. Нов Споразум о економској сарадњи који је потписан 2009. године, ступио је на снагу 1. јула 2013. године.
Неколико српских предузетника је покушавало да купи предузећа у Хрватској, што је наилазило на противљење тамошње јавности.

## Дипломатски представници

### У Београду
- Хидајет Бишчевић, амбасадор, 2020—[18]
- Гордан Бакота, амбасадор, 2017—2020[19]
- Гордан Маркотић, амбасадор, 2013—2017[20]
- Жељко Купрешак, амбасадор, 2008—2013
- Тончи Станичић, амбасадор, 2004—2008
- Давор Божиновић, отправник послова, 2001—2002. а затим и амбасадор, 2002—2004
- Иван Велимир Старчевић. посланик, 1999.
- Звонимир Марковић, шеф канцеларије, 1994—1997. а потом и амбасадор, 1997—

### У Загребу
- Јелена Милић,[21][22] амбасадор, 2022—2025
- Давор Тркуља, отправник послова, 2020—2022
- Мира Николић, амбасадор, 2015—2020
- Боса Продановић, отпр. послова
- Станимир Вукићевић, амбасадор, 2009—2013
- /  Радивој Цвјетићанин, амбасадор, 2005—2009
- /  Милан Симурдић, амбасадор, 2001—2005
- Владимир Ћургус, отпр. послова, 1999—2001
- Вељко Кнежевић, шеф канцеларије а потом и амбасадор, 1994—1999

## Поређење
|                     | Хрватска                                                                        | Србија                                                                                               |
| ------------------- | ------------------------------------------------------------------------------- | --- |
| Становништво        | 3.871.833                                                                       | 9.024.734                                                                                            |
| Површина            | 56.594 km2                                                                      | 88.499 km2                                                                                           |
| Густина насељености | 68.4/ km2                                                                       | 101.9/ km2                                                                                           |
| Главни град         | Загреб — 792.875 (1.107 115 шире подручје)                                      | Београд — 1.182.000 (1.621.396 шире подручје)                                                        |
| Облик владавине     | Парламентарна република                                                         | Парламентарна република                                                                              |
| Званични језик      | Хрватски                                                                        | Српски                                                                                               |
| Вероисповест        | 87,8% Католицизам, 4,5% Православље, 1,3% Ислам, 0,4% Протестантизам, 6% остали | 84,1% Православље, 6,24% Католицизам, 4,82% Ислам, 1,44% Протестантизам, 3,4% атеисти                |
| Етничка структура   | 89,6% Хрвати, 4,5% Срби, 5,9% остали                                            | 82,86% Срби, 3,91% Мађари, 1,82% Бошњаци, 1,44% Роми, 1,08% Југословени, 0,89% Словаци, 9,79% остали |
| БДП (укупни)        | 164.67 млрд. $ по глави становника                                              | 164.8 млрд. $ по глави становника                                                                    |